# Краснянська волость (Ямпільський повіт)
Краснянська волость — історична адміністративно-територіальна одиниця Ямпільського повіту Подільської губернії з центром у містечку Краснянське.
У 1921 перейшла до складу новоутвореного Жмеринського повіту.

## Склад
Станом на 1885 рік складалася з 18 поселень, 17 сільських громад. Населення — 17 189 осіб (8363 чоловічої статі та 8826 — жіночої), 1893 дворових господарства.
|                     | Площа, десятин | У тому числі орної, дес. |
| ------------------- | -------------- | ------------------------ |
| Сільських громад    | 13175          | 10979                    |
| Приватної власності | 16079          | 11207                    |
| Іншої власності     | 802            | 615                      |
| Загалом             | 30056          | 22801                    |

Основні поселення волості:
- Краснянське (Красне) — колишнє власницьке містечко за 75 верст від повітового міста, 2380 осіб, 368 дворових господарств, 2 православні церкви, костел, 3 єврейських молитовних будинки, 8 постоялих дворів, 8 постоялих будинків, 3 водяних млини, базари через 2 тижні. За 2 версти цвинтар — Нове Місто із православною церквою.
- Бушинка — колишнє власницьке село, 440 осіб, 66 дворових господарств, православна церква, постоялий будинок, кузня.
- Гришівці — колишнє власницьке село, 1141 особа, 157 дворових господарств, православна церква, школа, постоялий будинок, цегельний і винокурний заводи.
- Іванківці — колишнє державне село при річці Дністер, 1119 осіб, 142 дворових господарства, православна церква, школа.
- Лопатинець — колишнє власницьке село при річці Мурафа, 853 особи, 127 дворових господарств, православна церква, школа, лікарня, бурякоцукровий завод.
- Лісові Рахни — колишнє власницьке село, 1686 осіб, 229 дворових господарств, православна церква, школа, поштова станція, постоялий двір, 3 постоялих будинки, лавка.
- Пирогів — колишнє власницьке село, 700 осіб, 98 дворових господарств, православна церква, 2 постоялих будинки.
- Польові Рахни — колишнє власницьке село, 917 осіб, 108 дворових господарств, православна церква, постоялий будинок, 2 водяних млини.
- Сліди — колишнє власницьке село, 808 осіб, 120 дворових господарств, православна церква, постоялий будинок.
- Стрільники — колишнє власницьке село, 1128 осіб, 163 дворових господарства, 2 православні церкви, школа, 2 постоялих будинки, водяний млин.
- Уяринці — колишнє власницьке село, 991 особа, 146 дворових господарств, православна церква, школа, постоялий будинок, водяний млин.
- Черемошне — колишнє власницьке село, 587 осіб, 96 дворових господарств, православна церква, школа, постоялий будинок.

Старшинами волості були:
- 1904 року — Павло Климентович Притула[3];